# Елена (телесериал, 1961)
Елена (исп. Elena) — мексиканский мелодраматический телесериал с элементами драмы 1961 года производства Telesistema Mexicano.

## Сюжет
Елена — молодая девушка, которая в детстве была разлучена со своим отцом, но нашла своё счастье — любимого человека Хосе Игнасио, который забудет забыть все её печали, но путь к счастью будет очень непростым…

## Создатели телесериала

### В ролях
- Сильвия Дербес …. Елена
- Карлос Лопес Моктесума …. Хосе Игнасио
- Роберто Каньедо
- Карлос Наварро
- Далия Иньигес
- Мигель Аренас
- Федора Капдевила
- Долорес Тиноко
- Умберто Вальдепенья

### Административная группа
- оригинальный текст совместно с адаптацией: Эстела Кальдерон
- режиссёр-постановщик: Рафаэль Банкельс
- исполнительный продюсер: Валентин Пимштейн

## Интересные факты
- Данная теленовелла — вторая в послужном списке Валентина Пимштейна в качестве продюсера.